# Cryptische mierlijster
De cryptische mierlijster (Chamaeza meruloides), ook wel merelmierlijster of Suchs mierlijster genoemd, is een zangvogel uit de familie Formicariidae (mierlijsters).

## Kenmerken
De cryptische mierlijster heeft rode of buff bruine kruin, olijfbruine bovendelen, buff witte onderdelen met zwarte strepen, roze poten en bruine staart. Het is een middelgrote vogel met een lengte van 19 tot 19,5 centimeter.

## Verspreiding en leefgebied
Deze vogel is endemisch in het zuidoosten van Brazilië en komt voor van Zuid-Bahia tot het noordoosten van Santa Catarina. De natuurlijke habitats zijn subtropische of tropische vochtige laagland bossen en subtropische of tropische vochtige bergbossen op een hoogte tot 1500 meter boven zeeniveau in het bioom Atlantisch Woud.

## Status
De grootte van de populatie is niet gekwantificeerd, maar is stabiel. Om deze redenen staat de cryptische mierlijster als niet bedreigd op de Rode Lijst van de IUCN.